# Algo es mejor
Algo es mejor es una canción de la cantante chilenomexicana Mon Laferte lanzada como primer sencillo de su álbum 1940 Carmen. Se lanzó oficialmente en octubre de 2021 por la discográfica Universal Music México.

## Antecedentes
Tras el lanzamiento de la canción, Laferte anunció 1940 Carmen como su próximo proyecto que se lanzaría más adelante en el año, el álbum fue finalmente lanzado el 29 de octubre del 2021, siendo su segundo álbum de estudio lanzado en 2021 después de Seis, lanzado en abril.

## Video musical
El video musical fue realizado en la Ciudad de México bajo la dirección de Alfredo Altamirano, con la animación de Brisa Vega, y se estrenó el mismo día que la canción en su canal.
El video musical tiene más de 7 millones de visitas en el canal Vevo.

## Posicionamiento en las listas
| País    | Lista                              | Mejor posición |
| Semanal | Semanal                            | Semanal        |
| ------- | ---------------------------------- | -------------- |
| México  | Monitor Latino                     | 2              |
| México  | México Español Airplay (Billboard) | 4              |
| México  | México Airplay (Billboard)         | 17             |
| Anual   |                                    |                |
| México  | Monitor Latino (Pop)               | 79             |
| Chile   | Monitor Latino (Pop)               | 43             |

La canción ingresó a las listas en Chile el año 2022, luego de la presentación de la artista en el Festival de Viña del Mar 2022, llegando al número 22 del Chile Singles Chart.

## Lista de canciones

### Descarga digital[11]
| Algo es mejor — Single |                 |          |  |
| N.º                    | Título          | Duración |  |
| 1.                     | «Algo es mejor» | 4:00     |  |